# Söderhamns IF
Söderhamns IF är en idrottsförening från Söderhamn i Hälsingland/Gävleborgs län. Den bildades 7 juni 1896 och har haft flera idrottssektioner såsom bandy, friidrott, fotboll och skidor. Sedan 1986 har föreningen enbart friidrott på programmet då fotbolls- respektive skidsektionerna avskiljdes och bildade Söderhamns FF respektive Söderhamns Skidkamrater.

## Friidrott
Verksamheten bedrivs sedan 2000 på Hällåsen, dessförinnan bedrevs den på Söderhamns IP. Tävlingsdressen är helsvart med gula inslag.

### Större tävlingar arrangerade av Söderhamns IF
- Junior-SM i friidrott 2005
- Veteran-SM i friidrott 2006
- Nordisk-baltisk juniorlandskamp 2010
- Ungdoms-SM i friidrott 2014
- Senior-SM i friidrott 2015 inkl Para-SM
- Veteran-SM i friidrott 2017
- Landslagsutmaningen 2020
- Folksam GP International 2022
- Senior-SM i friidrott 2023 inkl Mångkamps SM och Para-SM

## Fotboll
Söderhamns IF spelade tre säsonger i gamla division II (motsvarande nutidens Superettan) 1962-1964 samt 28 säsonger i gamla division III (1931/1932-1945/1946, 1954/1955-1955/1956, 1959-1961, 1965-1971 och 1984). Dessa meriter gör alltjämt SIF till en av Hälsinglands mest meriterade fotbollsföreningar.